# Malik Jefferson
Malik Jefferson (Mesquite, Texas, 15 de noviembre de 1996) es un jugador profesional estadounidense de fútbol americano que se desempeña en la posición de linebacker en Detroit Lions, equipo de la National Football League (NFL).

## Carrera
Fue seleccionado en la tercera ronda en la Reunión Anual de Selección de Jugadores de la NFL de 2018. Hizo su debut profesional con el equipo Cincinnati Bengals, en el cual jugó una temporada (2018-2019), después pasó por varios equipos, Cleveland Browns (2019-2020), Los Angeles Chargers (2020-2021), Indianapolis Colts (2021-2022), Dallas Cowboys (2022-2024), y finalmente a Detroit Lions, donde lleva jugando una temporada.